# School Nights (EP)
School Nights è l'EP di debutto della cantante statunitense Chappell Roan, pubblicato il 22 settembre 2017 dall'etichetta discografica Atlantic Records.

## Tracce
1. Die Young – 3:45
2. Good Hurt – 3:12
3. Meantime – 3:03
4. Sugar High – 3:39
5. Bad for You – 3:52